# Cantó de Guîtres
El cantó de Guîtres és un cantó francès del departament de la Gironda, situat al districte de Liborna. Té 13 municipis i el cap és Guîtres.

## Municipis
- Bayas
- Bonzac
- Guîtres
- Lagorce
- Lapouyade
- Maransin
- Sablons
- Saint-Ciers-d'Abzac
- Saint-Denis-de-Pile
- Saint-Martin-de-Laye
- Saint-Martin-du-Bois
- Savignac-de-l'Isle
- Tizac-de-Lapouyade

## Història
| Data d'elecció                           | Identitat          | Partit | Qualitat |
| ---------------------------------------- | ------------------ | ------ | -------- |
| 1945-1956                                | Fernand Sansuc     |        |          |
| 1956-1974                                | Marc Duhard        |        |          |
| 1974-1979                                | Gérard Bertet      | UDF    |          |
| 1979-1998                                | Jean-Claude Bireau | RPR    |          |
| 1998-                                    | Alain Marois       | PS     |          |
| les dades anteriors no són pas conegudes |                    |        |          |
|                                          |                    |        |          |

## Demografia
| 1962  | 1968  | 1975  | 1982   | 1990   | 1999   | 2006   |
| ----- | ----- | ----- | ------ | ------ | ------ | ------ |
| 8.454 | 9.018 | 9.547 | 10.876 | 12.809 | 13.345 | 14.998 |